# 상하이 남역 (지하철)
상하이 남역(上海南站)은 상하이 쉬후이구에 위치한 상하이 지하철 1호선과 상하이 지하철 3호선의 환승역이다. 1993년 5월 28일이 개통하면서 영업을 시작하였고, 2000년 12월 26일 3호선이 이 역까지 개통하면서 환승역이 되었다. 인근에 국철 상하이 남역이 있다.

## 역 구조
지상 2층에 국철 상하이 남역과 연결되는 통로가 있으며, 1층에는 3호선 승강장이 위치하고 있다. 대합실은 지하 1층에 위치하고 있으며, 지하 2층에는 1호선 승강장이 있다. 승강장은 1호선과 3호선 모두 1면 2선의 섬식 구조로 되어있다.

## 역세권 정보
- 국철 상하이 남역